# Kafruhin
Kafruhin – miejscowość w Syrii, w muhafazie Idlib. W 2004 roku liczyła 1737 mieszkańców.